# Eurikratid
Eurikratid (grčki Ευρυκρατίδης = "onaj koji široko vlada") bio je kralj Sparte iz dinastije Agijada.
Naslijedio je svog oca Anaksandra. Spominje ga povjesničar Herodot.
Naslijedio ga je sin Leon.